# Machiel Grobler
Machiel Johannes Grobler (ur. 2000) – południowoafrykański zapaśnik walczący w stylu wolnym. Brązowy medalista mistrzostw Afryki w 2022 i 2023. Mistrz Afryki juniorów w 2019 i trzeci w 2018 roku.